# Candiru
Candiru, care se mai numește și somnul Vandellia cirrhosa, este un pește de apă dulce care se comportă asemenea unui ,,vampir” și trăiește în regiunile din nordul Americii de Sud, în Fluviul Amazon și afluenții săi. 
Definiția termenului „candiru” diferă de la autor la autor. Cuvântul a fost folosit pentru a desemna fie numai specia Vandellia cirrhosa, fie întregul fen Vandellia, subfamilia Vandelliinae sau cele doua subfabilii de pești: Vandelliinae și Stegophilinae. 
Medicii de specialitate declară că înlăturarea acestui pește se face printr-o metodă chirurgicală. De asemenea, specialiștii susțin că acești peștișori pot duce la decesul persoanelor, dacă nu se intervine la timp. 
Acest pește este foarte periculos atât pentru animalele sălbatice cât și pentru persoanele care înoată, deoarece acești pești confunda urina cu lichidul din branhiile peștilor în care sunt paraziți și altfel intră în organele sexuale ale acestora. 
Zona cea mai populată cu acești pești, se află la intersecția fluviului Amazon cu Rio Negro. 
Face parte din ordinul Siluriformes, familia Trichimycteridae. Specia este răspândită în apele Amazonului.

## Vezi și
- Țipar electric

## Legături externe
- Spaima bărbaților din întreaga lume, peștele vampir care se hrănește cu sânge Arhivat în 5 iunie 2015, la Wayback Machine., Luiza Popa, 10 septembrie 2014